# 客运北站站
客运北站站是徐州地铁2号线的地铁站，位于中华人民共和国江苏省徐州市铜山区华润路与拾润路交叉口南侧，为2号线北端终点站，亦是徐州地铁系统中目前最北端的车站，于2020年11月28日开通。

## 车站结构
客运北站站平行于华润路路西侧南北设置，为地下二层岛式站台车站，车站长340米，标准段宽19.5米，车站地下一层为站厅层，地下二层为站台层，站台设置全高站台门。车站南侧设有一条单渡线，北侧设有一组交叉渡线，供列车折返使用，并设置两条出入段线，连通新台子河停车场。
| 地面              | 出入口 | 1、2、3出入口                                                                           |
| 地下一层          | 站厅   | 客服中心、自动售票机、验票机                                                            |
| 地下二层          | 站台   | \| \| \| █ 2号线落客 \| \| 島式 · 開左邊车门 \| \| \| \| \| \| █ 2号线往新城区东（） \| |
|                   |        | █ 2号线落客                                                                             |
| 島式 · 開左邊车门 |        |                                                                                         |
|                   |        | █ 2号线往新城区东（）                                                                   |

## 车站出口
客运北站站共设3个出入口，各出口及周围设施如下所示：
| 出口编号            | 照片 | 出口指示       | 建议前往的目的地 |
| ------------------- | ---- | -------------- | ---------------- |
| 1 · 出口            |      | 华润路（西侧） | 徐州城北客运站   |
| 2 · 出口 · （设有） |      | 华润路（东侧） |                  |
| 3 · 出口            |      | 华润路（西侧） |                  |
| 图例： 设有         |      |                |                  |

## 接驳交通

### 公交车
- 客运北站：105路，322，826路，H307路
- 新台子：105路，826路

## 车站历史
本站工程名为新台子河站，正式站名为客运北站站，以车站临近的徐州城北客运换乘中心命名。
- 2019年6月24日，车站主体结构封顶[5]。
- 2020年11月28日，车站随2号线一期通车开通[1]。